# نادي ترجي واد النيص
نادي ترجي واد النيص هو نادي فلسطيني، من نوادي الدرجة الممتازة في فلسطين. تأسس عام 1984.

## ترجي وادي النيص
أسس نادي واد النيص. الرياضي عام 1984 وبدأ بمجموعة من النشاطات الرياضية وعلى رأسها لعبة كرة القدم، تدرج النادي في اللعب بالدرجات المختلفة فكانت بدايته مع الدرجة الثالثة وتأهل منها إلى الثانية ثم إلى الأولى قبل أن يتأهل إلى الدرجة الممتازة عام 2000، وشهدت الفترة بين 2000 و2009 سيطرة الفريق على العديد من البطولات الرسمية كان أهمها لقب الدوري موسم 2008/2009.
وقع مطلع العام 2010 اتفاقية توأمة مع الترجي التونسي ليتحول اسمه إلى ترجي وادي النيص ويكتسي الفريق اللونين الأصفر والأحمر بدلاً من الأزرق؛ ويقع النادي في قرية تعرف بوادي النيص قضاء محافظة بيت لحم ويبلغ عدد سكانها 800 نسمة ومعظم لاعبي الفريق من القرية لديهم صلة قرابة.

### تشكيلة الفريق
ملاحظة: تشير الأعلام إلى المنتخب الوطني على النحو المحدد في قواعد الأهلية للفيفا. قد يحمل اللاعبون أكثر من جنسية واحدة غير تابعة للفيفا.
| الرقم | البلد       | المركز | اللاعب                 |
| ----- | ----------- | ------ | ---------------------- |
| 1     | دولة فلسطين | حارس   | غسان علي أبو حماد      |
| 22    | دولة فلسطين | حارس   | محمد صالح أبو حماد     |
| 31    | دولة فلسطين | حارس   | جمال صالح أبو حماد     |
| 21    | دولة فلسطين | حارس   | احمد رشدي              |
| 17    | دولة فلسطين | مدافع  | أحمد جمال أبو حماد     |
| 20    | دولة فلسطين | مدافع  | غالب يوسف أبو حماد     |
| 11    | دولة فلسطين | مدافع  | حازم عبد الله أبو حماد |
| 23    | دولة فلسطين | مدافع  | رياض نايف أبو حماد     |
| 26    | دولة فلسطين | وسط    | عامر يوسف أبو حماد     |
| 7     | دولة فلسطين | وسط    | أمجد زيدان أبو حماد    |
| 12    | دولة فلسطين | وسط    | أنور محمد أبو حماد     |
| 19    | دولة فلسطين | وسط    | عزام صلاح              |
| 18    | دولة فلسطين | وسط    | فراس نعمان أبو حماد    |

| الرقم | البلد       | المركز | اللاعب              |
| ----- | ----------- | ------ | ------------------- |
| 27    | دولة فلسطين | وسط    | حسن يوسف أبو حماد   |
| 15    | دولة فلسطين | وسط    | خضر جمال أبو حماد   |
| 26    | دولة فلسطين | وسط    | محمود صالح أبو حماد |
| 3     | دولة فلسطين | وسط    | محمد خالد أبو ربيع  |
| 29    | دولة فلسطين | وسط    | محمد زيدان أبو حماد |
| 30    | دولة فلسطين | وسط    | قاسم نجار           |
| 9     | دولة فلسطين | وسط    | سميح يوسف أبو حماد  |
| 14    | دولة فلسطين | وسط    | جهاد صقر أبو حماد   |
| 13    | دولة فلسطين | مهاجم  | محمد عناتي          |
| 2     | دولة فلسطين | مهاجم  | يعقوب محمد أبو حماد |
| 42    | دولة فلسطين | حارس   | Palestine           |
|       | دولة فلسطين | مدافع  | Palestine           |
|       | دولة فلسطين | وسط    | فلسطين (توضيح)      |

## إنجازات الفريق
- - بطل دوري الدرجة الأولى 1999 كما صعد تدريجياً من الدرجة الثالثة ثم من الثانية إلى الأولى.
- - بطولة الكأس للمحافظات الشمالية عام 2000
- - صعود الفريق إلى الدرجة الممتازة عام 2000
- - بطولة هلال أريحا الشتوية الثامنة
- - بطولة أريحا الشتوية الثانية عشرة
- - وصيف درع الاتحاد الفلسطيني 2007
- - بطل كأس فلسطين (بطولة عزمي نصار) 2007
- - بطل كأس فلسطين 2009
- - بطل الدوري الممتاز 2008\2009 (بطولة الراحل محمود درويش 9\1\2009 م
- - بطل كأس السوبر 2010
- - بطل كأس أبو عمار 2010
- - بطل دوري جوال فلسطين للمحترفين 2013\2014

## وصلات خارجية
- موقع النادي الرسمي  على فيسبوك.
- موقع كورة